# Algerischer Handballpokal
Der Algerische Handballpokal (französisch: Coupe d'Algérie) ist ein seit 1962 ausgetragener Handballwettbewerb in Algerien.
Der Pokal ist neben der algerischen Handballmeisterschaft der zweitwichtigste Wettbewerb. Rekordsieger ist die Mannschaft von GS Pétroliers mit 24 Siegen. Ausrichter ist der algerische Handballverband.

## Liste der algerischen Handballpokalsieger
| Nr. | Saison  | Sieger            |
| --- | ------- | ----------------- |
| 1   | 1966/67 | CR Belcourt       |
| 2   | 1967/68 | USM Annaba        |
| 3   | 1968/69 | GCS Alger         |
| 4   | 1969/70 | GCS Alger         |
| 5   | 1970/71 | CSS Kouba         |
| 6   | 1971/72 | Nadit Alger       |
| 7   | 1972/73 | Nadit Alger       |
| 8   | 1973/74 | NAR Alger         |
| 9   | 1974/75 | CS DNC Alger      |
| 10  | 1975/76 | Nadit Alger       |
| 11  | 1976/77 | CS DNC Alger      |
|     | 1977/78 | nicht ausgetragen |
| 12  | 1978/79 | Nadit Alger       |
| 13  | 1979/80 | Nadit Alger       |
| 14  | 1980/81 | CS DNC Alger      |
| 15  | 1981/82 | MP Alger          |
| 16  | 1982/83 | MP Alger          |

| Nr. | Saison  | Sieger            |
| --- | ------- | ----------------- |
| 17  | 1983/84 | MP Oran           |
| 18  | 1984/85 | Nadit Alger       |
| 19  | 1985/86 | MP Oran           |
| 20  | 1986/87 | MP Alger          |
| 21  | 1987/88 | IRB Alger         |
| 22  | 1988/89 | MC Alger          |
| 23  | 1989/90 | MC Alger          |
| 24  | 1990/91 | MC Alger          |
|     | 1991/92 | nicht ausgetragen |
| 25  | 1992/93 | MC Alger          |
| 26  | 1993/94 | MC Alger          |
| 27  | 1994/95 | MC Alger          |
| 28  | 1995/96 | IRB Alger         |
| 29  | 1996/97 | MC Alger          |
| 30  | 1997/98 | MC Alger          |
| 31  | 1998/99 | MC Alger          |
| 32  | 1999/00 | MC Alger          |

| Nr. | Saison  | Sieger        |
| --- | ------- | ------------- |
| 33  | 2000/01 | MC Alger      |
| 34  | 2001/02 | MC Alger      |
| 35  | 2002/03 | MC Alger      |
| 36  | 2003/04 | MC Alger      |
| 37  | 2004/05 | MC Alger      |
| 38  | 2005/06 | MC Alger      |
| 39  | 2006/07 | MC Alger      |
| 40  | 2007/08 | MC Alger      |
| 41  | 2008/09 | GS Pétroliers |
| 42  | 2009/10 | GS Pétroliers |
| 43  | 2010/11 | GS Pétroliers |
| 44  | 2011/12 | GS Pétroliers |
| 44  | 2012/13 | GS Pétroliers |
| 45  | 2013/14 | GS Pétroliers |
| 46  | 2014/15 | CRB Baraki    |
| 47  | 2015/16 | MC Saïda      |
| 48  | 2016/17 | GS Pétroliers |

| Nr. | Saison  | Sieger       |
| --- | ------- | ------------ |
| 49  | 2017/18 | ES Aïn Touta |

## Namensänderungen
Mehrere Mannschaften nahmen bereits unter verschiedenen Namen am Wettbewerb teil:
- GS Pétroliers als MP Alger und MC Alger
- OC Alger als CS DNC Alger und IRB Alger
- RC Kouba als CSS Kouba und NAR Alger
- MC Oran als MP Oran
- CR Belouizdad als CR Belcourt
- Hamra Annaba als USM Annaba

## Statistik
| Platz | Verein       | Sieger | Jahre |
| ----- | ------------ | ------ | --- |
| 1     | MC Alger     | 30     | 1982, 1983, 1987, 1989, 1990, 1991, 1993, 1994, 1995, 1997, 1998, 1999, 2000, 2001, 2002, 2003, 2004, 2005, 2006, 2007, 2008, 2009, 2010, 2011, 2012, 2013, 2014, 2017, 2019, 2022 |
| 2     | Nadit Alger  | 6      | 1972, 1973, 1976, 1979, 1980, 1985 |
| 3     | OC Alger     | 5      | 1975, 1977, 1981, 1988, 1996 |
| 4     | GC Alger     | 2      | 1969, 1970 |
|       | MC Oran      | 2      | 1984, 1986 |
|       | RC Kouba     | 2      | 1971, 1974 |
| 7     | CR Belcourt  | 1      | 1967 |
|       | Hamra Annaba | 1      | 1968 |
|       | CRB Baraki   | 1      | 2015 |
|       | MC Saïda     | 1      | 2016 |
|       | ES Aïn Touta | 1      | 2018 |